# つやまコミュニティFM
特定非営利活動法人つやまコミュニティFM（つやまコミュニティエフエム）は、岡山県津山市・勝田郡勝央町・苫田郡鏡野町・勝田郡奈義町の各一部地域を放送区域として超短波放送（FM放送）をする特定地上基幹放送事業者である。
エフエムつやまの愛称でコミュニティ放送を行っている。

## 概要
前身は2005年（平成17年）に設立されたミニFMに関する研究会である。2009年（平成21年）12月に開局。NPO法人が免許人となるコミュニティ放送局は岡山県内初であり、2021年（令和3年）現在において岡山県北部にある唯一のコミュニティ放送局でもある。
当初の演奏所（スタジオ）は津山市京町のソシオ一番街内にあったが、2013年（平成25年）7月に津山市南新座の「アリコベール・しんざ」に移転した。
送信所は津山市加茂町成安の天狗寺山山頂にあり、放送局（現・特定地上基幹放送局）の呼出符号はJOZZ8AR-FM、呼出名称はエフエムつやま、周波数78.0MHz、空中線電力20W(実効輻射電力28W)で送信している。
送信所の標高が高いため、岡山県南部・香川県高松市や徳島県鳴門市・和歌山県高野山でも受信できる場所がある。
インターネット配信はTuneIn Radioにより、公式サイト上からも聴取可能である。
6時30分起点の24時間放送（機材点検で停波することあり）でほぼ全ての番組を自社製作している。深夜・未明の間（22時40分から翌日6時30分）はパブリックドメインの曲やクラシック、自作曲、防災番組等を放送している。
なお津山市には株式会社エフエム津山（愛称：レディオつやま、2012年にMegaWAVE76.3と改称）が2010年（平成22年）12月に開局しており、同局が2020年（令和2年）10月に廃局するまでの間は競合関係にあった。

## 沿革
- 2005年（平成17年）3月 - 津山コミュニティFM研究会が発足。
- 2007年（平成19年）
  - 1月19日 - 岡山県が特定非営利活動法人の設立を認証。
  - 2月24日 - ソシオ一番街の空き店舗（チャレンジショップ）を借りてスタジオを設置、ミニFMとインターネット放送（RealAudio形式）を開始。
- 2008年（平成20年）2月25日 - 放送開始1周年記念イベントを開催。
- 2009年（平成21年）
  - 3月6日 - 放送開始2周年記念イベントを、ソシオ一番街内「まちなかサロン再々」にて開催。
  - 4月30日 - 放送局の免許を申請。
  - 7月 - 東隣の空き店舗にスタジオを移転。
  - 7月29日 - 放送局の予備免許を取得[3]。
  - 7月31日 - 15時30分から試験電波を発射、翌8月1日から2日間にわたり津山納涼ごんごまつりを中継。
  - 8月7日 - 17時頃に送信所にて落雷があり、機器が故障。これにより約1週間放送が中断し、8月12日13時30分頃に復旧した。
  - 12月1日 - 本放送とほぼ同じ番組構成での放送を開始。
  - 12月27日 - 放送局の免許を取得。
  - 12月24日 - 開局、正午から本放送を開始。
- 2010年（平成22年）6月18日 - 12時頃に送信所の送信機が故障し、停波。6月21日21時30分頃に復旧。
- 2011年（平成23年）
  - 6月30日 - 8時35分から11時34分まで、および16時17分から21時25分までの計8時間7分、落雷による中継回線設備故障で放送中断。
  - 7月18日 - 23時15分から7月19日 10時55分までの11時間40分、落雷による中継回線設備故障で放送中断。
  - 7月24日 - 18時26分から22時10分までの3時間44分にわたり、落雷による中継回線設備故障で放送中断。
  - 12月6日 - 中国総合通信局より上記3回の放送中断事故に関して行政指導を受ける[4]。
- 2012年（平成24年） 12月23日 - 開局3周年、特別番組を放送。
- 2013年（平成25年）
  - 6月 - スタジオの「アルコベール・しんざ」への移転を発表。
  - 7月1日 - 旧スタジオからの放送を終了し、新スタジオからの放送を開始。
- 2019年（令和元年）12月24日 - 開局10周年、イオンモール津山より10時30分から6時間の特別生放送「ラジオ祭り」を実施[5]。

## 番組

### 主な自社製作番組

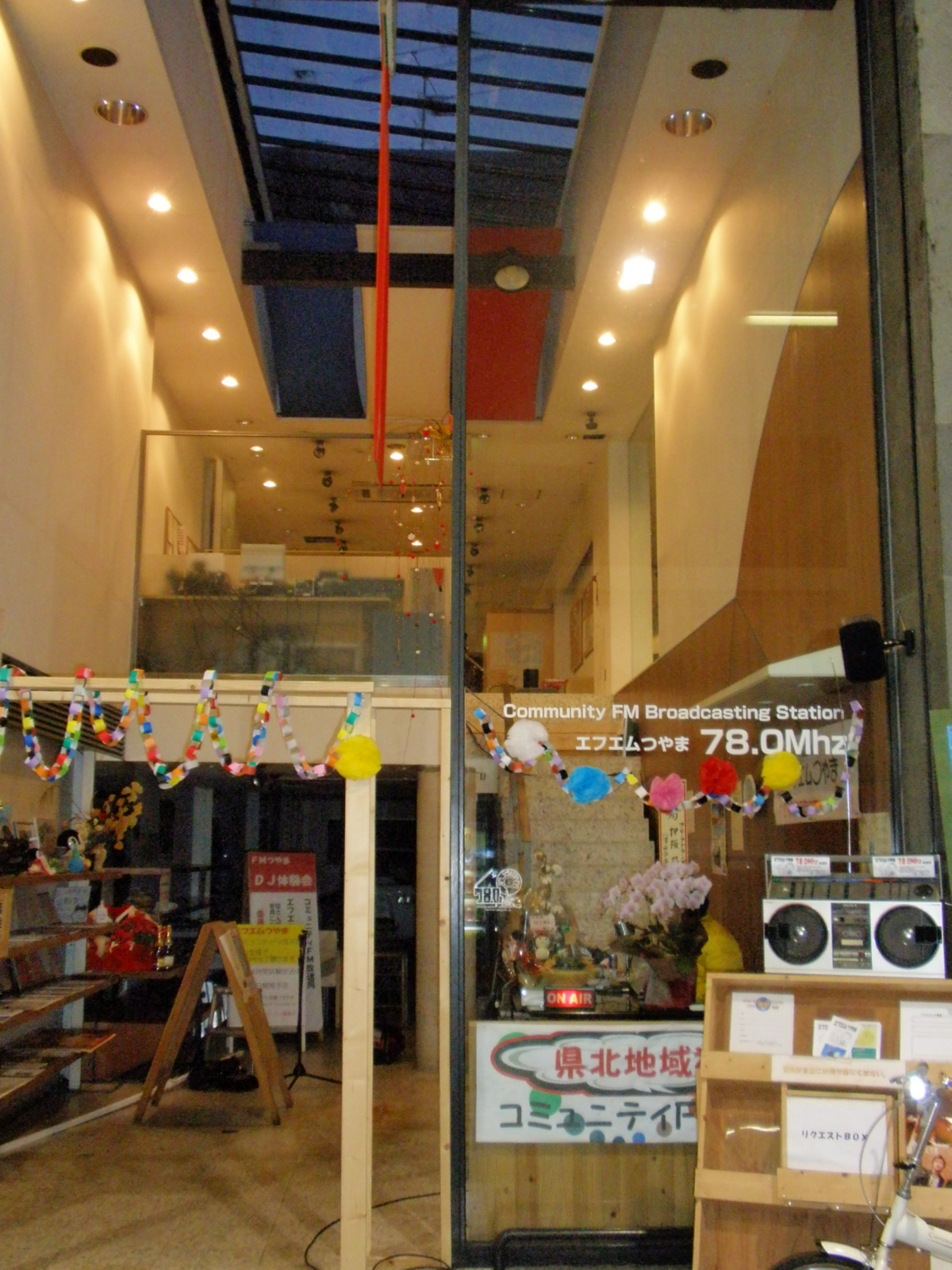
ソシオ一番街の旧スタジオ

- おはよう（毎日 6:30 - 7:00） - お知らせ番組としての扱いとされている
- グッドモーニング!つやま（月 - 金 7:00 - 9:00）
- こんにちは!780（月 - 金 12:00 - 14:00）
- You Gott@!780 （ゆうがたななはちまる）（月 - 金 18:00 - 20:00）
- ドリーム ナビゲーター（月 - 金 22:00 - 22:30、土 - 日 22:30 - 23:00）
- 津山市便り（毎日 7:30 - 7:35、12:30 - 12:35、18:30 - 18:35）
- 広報つやま つやま家の人々（月 - 金・8:35 - 9:00、13:30 - 14:00、19:30 - 20:00）
- アフタヌーンMusic（月 - 金 14:00 - 15:00）
- 映画の事を話そう（第1・3水 20:45 - 21:00）
- おっさんラヂヲR（第1・3木 20:00 - 21:00）
- アナログミュージックアワー（金 11:00 - 12:00）
- 好きです!つやま!780（土 7:00 - 10:00）
- ときめきサタデーin銀天街（第1・3土 12:00 - 14:00）- 銀天街特設スタジオから公開生放送
- Saturday Music Library（第1・3・5土 14:30 - 16:00）
- 深夜放送は災害用として音楽と災害発生時の注意事項などを放送（月 - 金 22:30 - 翌6:30、土 - 日 23:00 - 翌6:30）

### 終了した主な自社製作番組
- つまやんのモーニングセット¥780（月 - 金 7:00-10:00）
- お茶楽気（ちゃらけ）ランチBOX（月 - 金 12:00 - 14:00）
- ビューティフル ベル プライド（金 17:45 - 18:00） - 岡山湯郷Belle応援番組
- Everyday is a Winding Road（土 14:00 - 16:00）
- Seasons of Change（土 14:30 - 16:00）
- 熱想感（土 16:00 - 17:00）
- 津山ベース（土 18:00 - 19:00）
- 愛のウテコルン劇場（土 19:00 - 20:00）